# ポール＝サント＝フォワ＝エ＝ポンシャ
ポール＝サント＝フォワ＝エ＝ポンシャ （Port-Sainte-Foy-et-Ponchapt、オック語:Lo Pòrt de Senta Fe e Ponchac）は、フランス、アキテーヌ地域圏、ヌーヴェル＝アキテーヌ地域圏のコミューン。ベルジュラック都市圏に属する。

## 歴史
1859年、サンタヴィ＝デュ・ティザック（Saint-Avit-du-Tizac）、ル・カネ（Le Canet）、ラ・ロケット（La Rouquette）の3つのコミューンが合併してポール＝サント＝フォワ（Port-Sainte-Foy）という1つのコミューンとなった。この名はジロンド県サント＝フォワ＝ラ＝グランドの港に関連している。
1960年、ポンシャと合併してポール＝サント＝フォワ＝エ＝ポンシャとなった。
水深が深いため、村の船乗り、漁民、職人、ブドウやワインを売買する商人たちが、ドルドーニュ川の水上輸送の黄金時代とともに商業や手工業の頂点に達した。強力な船乗りの暮らしは、川沿いの揚場、倉庫、ワイン貯蔵庫を活気付けていた。
現在のポール＝サント＝フォワ＝エ＝ポンシャは、観光とレクリエーションの町である。ハイキング、ロマネスク様式の教会と製粉所、2箇所のウォータースポーツの拠点（ボート競技とカヌー）、テニスクラブがある。

## 人口統計
| 1962年 | 1968年 | 1975年 | 1982年 | 1990年 | 1999年 | 2006年 | 2011年 |
| ------ | ------ | ------ | ------ | ------ | ------ | ------ | ------ |
| 1594   | 1798   | 1872   | 2093   | 2222   | 2345   | 2335   | 2489   |

参照元:1962年までEHESS/Cassini、1968年から1999年INSEE、2006年、2011年

## 姉妹都市
- プロブサイム、フランス